# NGC 1291
NGC 1291 هي مجرة تتبع كوكبة النهر. اكتشفها جيمس دنلوب في 1826.

## معرض صور

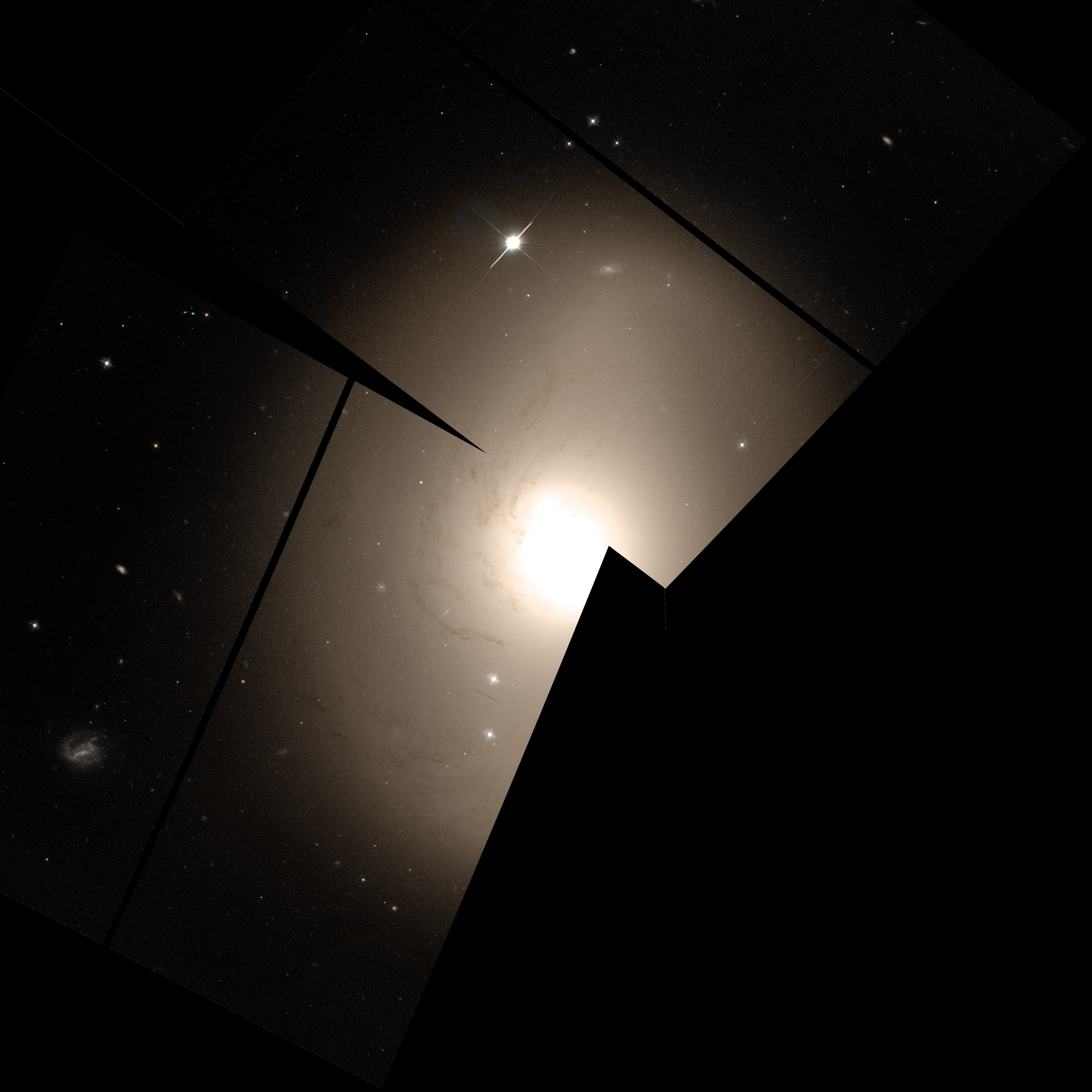
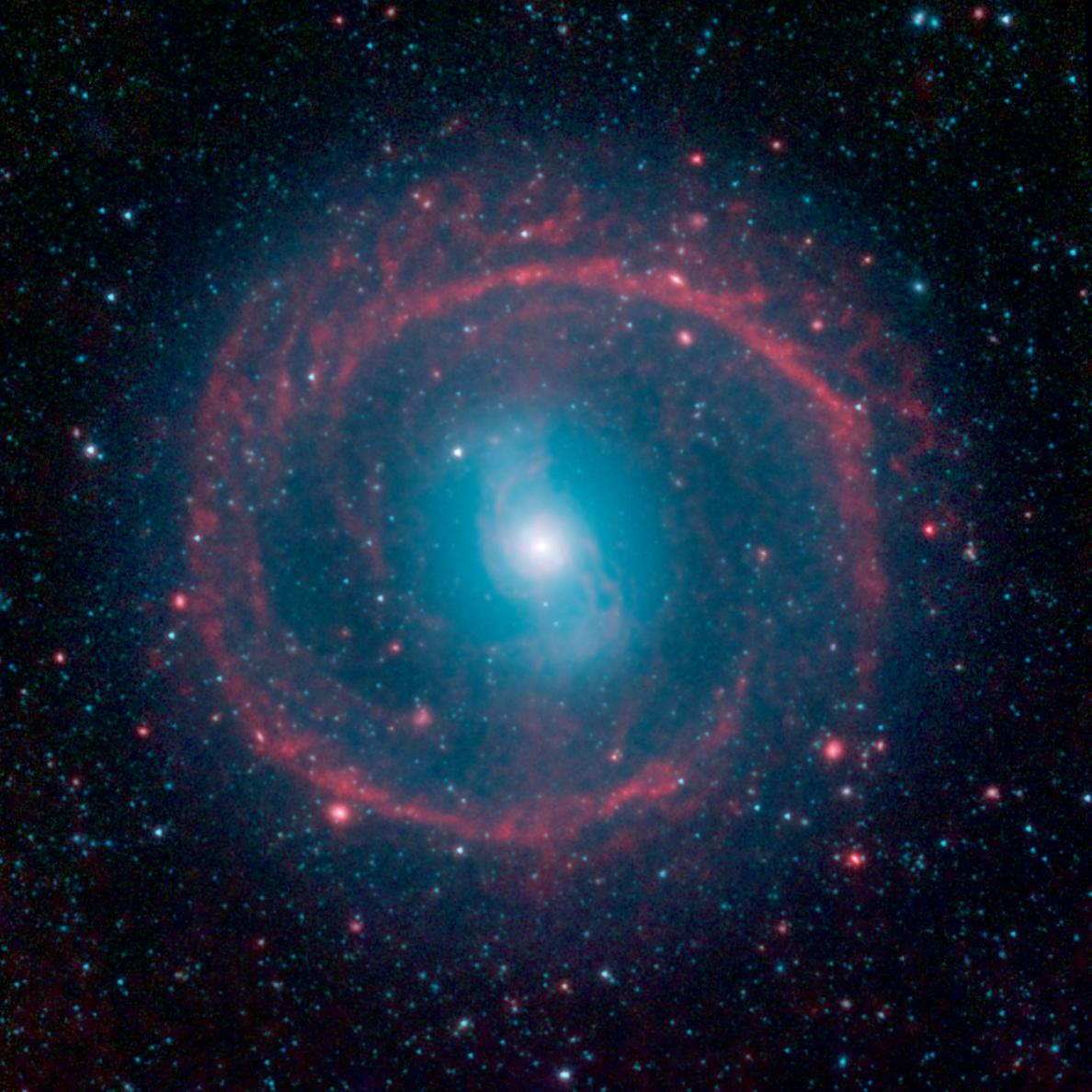
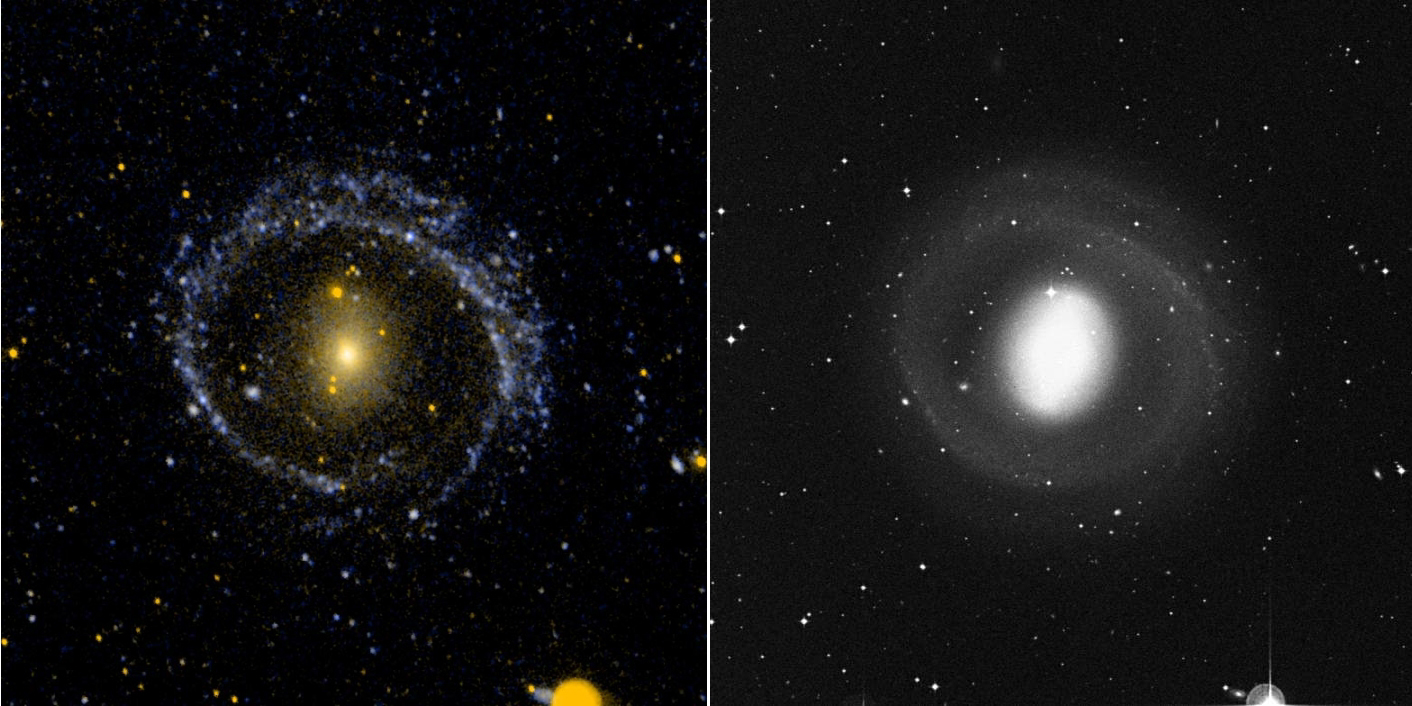

## روابط خارجية
- NGC 1291 على موقع ويكي سكاي: DSS2, SDSS, GALEX, IRAS, Hydrogen α, X-Ray, Astrophoto, Sky Map, Articles and images